# Macropelecocera sanguinea
Macropelecocera sanguinea är en tvåvingeart som beskrevs av Doczkal 2003. Macropelecocera sanguinea ingår i släktet Macropelecocera och familjen blomflugor. Inga underarter finns listade i Catalogue of Life.